# Arbori
Arbori (còrso: Arburi) è un comune francese di 65 abitanti situato nel dipartimento della Corsica del Sud nella regione della Corsica.

## Società

### Evoluzione demografica
Abitanti censiti